# Ернест Моніс
Антуан Емманюель Ернест Моніс (фр. Antoine Emmanuel Ernest Monis, 23 травня 1846, Шатонеф-сюр-Шарант, департамент Шаранта — 25 травня 1929, Мондузій, департамент Верхня Гаронна) — французький політик і державний діяч, з 2 березня 1911 року по 27 червня 1911 був прем'єр-міністром Франції.
Онук іммігрантів з Іспанії. Його батько — судовий пристав, який два терміни (1851—1854 і 1869—1870) був мером Шатонеф-сюр-Шарант — рідного міста Ернеста.
Після отримання юридичної освіти в Пуатьє Антуан Емманюель Ернест Моніс працював адвокатом у місті Коньяку, а потім в 1879 році заснував юридичну фірму в Бордо.
Політична кар'єра Ернеста Моніса почалася незабаром після виборів 1871 року як члена міської ради Коньяку.
У 1885 році обраний депутатом до Парламенту від Жиронда, був спочатку республіканцем, а потім приєднався до радикалів.
З 1891 року — сенатор.
У 1899—1902 роках отримав портфель міністра юстиції в кабінеті міністрів П'єра Марі Вальдек-Руссо. Під час коли Моніс займав це місце, жінки, вперше в історії Франції, були допущені до юридичної практики.
У 1910 році Антуан Емманюель Ернест Моніс обраний віце-президентом Сенату Франції.
2 березня 1911 року Ернест Моніс сформував і очолив власний кабінет, який був при владі менше чотирьох місяців.
Антуан Емманюель Ернест Моніс помер у Верхній Гаронні 25 травня 1929 року.